# Bernhard Fries

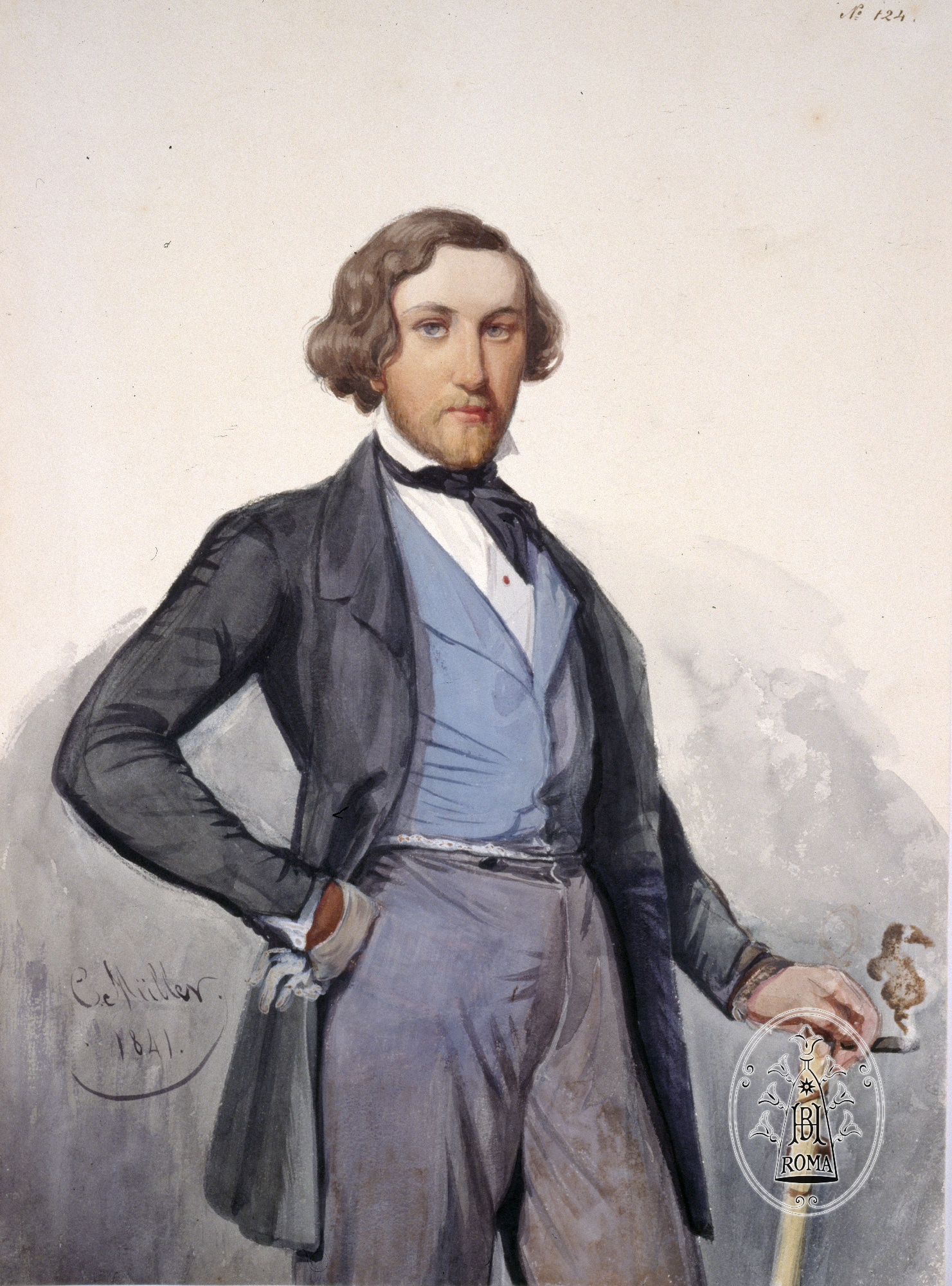
Bernhard Fries, zugeschrieben C. Müller, Rom 1841

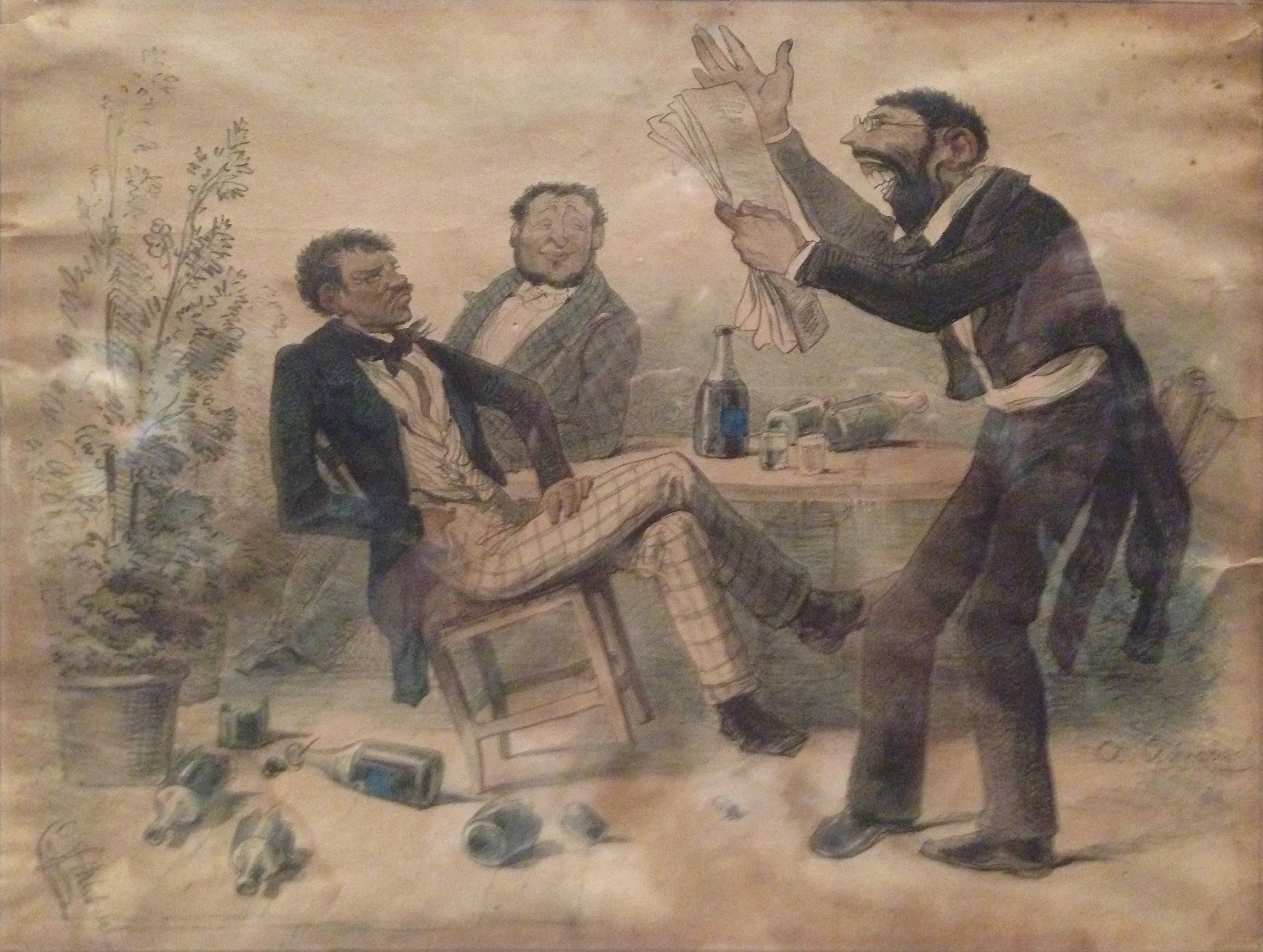
Die Champagnertrinker, Karikatur von Andreas Achenbach auf den Landschaftsmaler Bernhard Fries (rechts), Rom, Dezember 1843

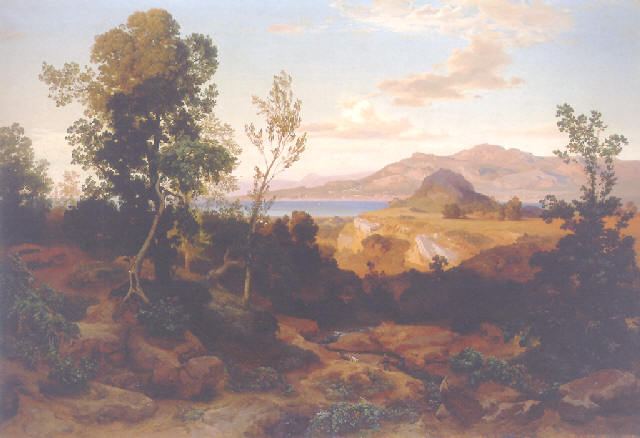
Südliche Gebirgslandschaft am See

Bernhard Fries (* 16. Mai 1820 in Heidelberg; † 21. Mai 1879 in München) war ein deutscher Landschaftsmaler.

## Leben
Bernhard Fries wurde als Sohn des wohlhabenden Bankiers, Krappfabrikanten (Färberkrapp) und Gemäldesammlers Christian Adam Fries in Heidelberg geboren. Wie seine Brüder Ernst und Wilhelm erhielt er durch die väterliche Kunstsammlung, die vor allem niederländische Malerei des 17. und 18. Jahrhunderts sowie zeitgenössische Werke zeigte, frühe Kunsteindrücke. Eine erste künstlerische Ausbildung vermittelte ihm der Historienmaler Carl Koopmann in Karlsruhe. Von 1835 bis 1837 besuchte er die Münchener Akademie und reiste im Frühjahr 1838 nach Italien, wo er sich von Ende 1838 bis etwa 1840 und von etwa 1843 bis Herbst 1846 in Rom aufhielt. 1845 ist er dort als Teilnehmer des „Cervarofestes“ des Deutschen Künstlervereins verbürgt. 1846 kehrte er nach Deutschland zurück. In den Jahren 1840 bis 1843, die seinen Romaufenthalt unterbrachen, war er an der Akademie in Düsseldorf Schüler der Landschafterklasse von Johann Wilhelm Schirmer.
Als Fries’ wichtigste Arbeit ist der Zyklus von 40 italienischen Landschaften zu betrachten, die von manchen mit dem berühmten Rottmannschen Zyklus verglichen wurden, der als Fries’ bedeutendstes Vorbild gilt. Nach dessen Vollendung 1866 schuf er italienische Ansichten Palermo und Die Mamellen (bei Schack in München), Civitella, Gardasee etc. sowie Ansichten von Heidelberg und Motive aus dessen Umgebung.
Bernhard Fries war ein Neffe des Chemie-Professors Karl Wilhelm Gottlob Kastner, dessen Schüler Justus Liebig war. Seit 1857 war er Mitglied der Heidelberger Freimaurerloge Ruprecht zu den fünf Rosen. Er starb am 21. Mai 1879 in München.
Eine reichhaltige Sammlung an Zeichnungen und Skizzenbüchern von Bernhard Fries befindet sich bei einer Nachfahrin in Deutschland im Privatbesitz. Seine Gemälde sind in verschiedenen Museen vertreten, z. B. den großen Gemäldegalerien und Kupferstichkabinetten in Darmstadt, Halle, Karlsruhe, München (Neue Pinakothek und Schackgalerie), Stuttgart und Zürich; auch das Kurpfälzische Museum in Heidelberg hat einen umfassenden Bestand an Werken von Bernhard Fries.

## Werke (Auswahl)
- Eine Fernsicht auf den Montblanc
- Blick auf den Comersee
- Die Felsschlucht bei Nemi
- Der Genfer See
- Das Neckarthal
- Die Umgebung Heidelbergs
- Ein Sturm